# Онищук Майя Іванівна
Онищук Майя Іванівна (1 травня 1977, м. Хмельницький) – українська скрипалька, заслужена артистка України.

## Біографія
Навчалася в Хмельницькій загальноосвітній школі № 22 і паралельно у дитячій музичній школі № 2 по класу скрипки. Закінчивши з червоним дипломом у 1996 році Хмельницьке музичне училище, вступила у Донецьку державну консерваторію імені С. С. Прокоф’єва на спеціальність «Музичне мистецтво», викладач скрипки, артист оркестру, артист камерного оркестру.
Трудову діяльність розпочала викладачкою гри на скрипці у Хмельницькій дитячій музичній школі № 2, згодом – у  ХДМШ «Райдуга». Паралельно була артисткою оркестру (скрипка) ансамблю пісні і танцю «Козаки Поділля» Хмельницької обласної філармонії, де працює і сьогодні. Також була солісткою-інструменталісткою групи «Альфреско».
У складі концертної групи Хмельницької обласної філармонії в 2002 році однією з перших представляла українську культуру у Парижі в Сенаті на офіційній зустрічі державних діячів Франції.
З 2019 р. працює викладачкою Хмельницького музичного коледжу ім. В. І. Заремби.
З 2021 р. – директорка Хмельницького обласного науково-методичного центру культури і мистецтва.
У 2023 році закінчила Хмельницький кооперативний торговельно-економічний інститут за спеціальністю «Менеджмент» і здобула диплом магістра з відзнакою. 
У 2024 році обрана депутаткою Хмельницької міської ради. 

## Творчість
Інтенсивність темпераменту та артистизм артистки сприяли створенню інструментального дуету «Чарівниці» та її становлення як солістки ансамблю троїстих музик «Плай», створеного на базі оркестрової групи ансамблю «Козаки Поділля».
У репертуарі переважають твори різних епох в естрадній обробці. Незмінним успіхом користуються твори класичного жанру: «Адажіо» Альбіноні, «Шторм» Вівальді, «Прелюдія» мі-мажор «Пори року» Баха; жанри легкої популярної музики – «Чардаш» Монті, «Угорський танець» Брамса; твори українських сучасних композиторів – «Намисто» С. Польового, «Ватра» І. Матвійчука; українська народна музика («Українські віртуози»). Вражає виконання сольних творів з репертуару ансамблю «Козаки Поділля» М. Балеми «Коло» із циклу «Українські танці», музичні картинки «З далеких мандрів», «Пассакілії» та ін.
Майя Онищук неодноразово є членом журі різних міських, регіональних, всеукраїнських та міжнародних конкурсів (Польща, Чехія тощо).
Серед особистих творчих досягнень – авторські телепроєкти: «Готуємо з Майєю Онищук» на «33 канал»; «П’ятниця з Майєю Онищук у «Nagolos»; соціально-просвітницькі проєкти: «Сім’я року», «Наречена року», «Podillya Family Fest» та ін.

## Відзнаки
За вагомий внесок у розвиток української культури, високу професійну майстерність Указом Президента України від 8 листопада № 355/2017 присвоєно почесне звання «Заслужена артистка України». 
Ім’я Майї Онищук ввійшло у ТОП-25 «Успішних жінок Хмельниччини».
Рішенням колективу Хмельницької обласної філармонії кандидатуру М. І. Онищук подано для розгляду на присвоєння персональної стипендії для провідних митців області на 2020 рік.
Нагороджена Почесною грамотою Міністерства культури і мистецтв України, грамотами і відзнаками Хмельницької обласної ради, Хмельницької обласної військової адміністрації, управління культури.
За вагомий внесок у розвиток архівної справи Хмельницької області рішенням колегії Державного архіву Хмельницької області від 01 грудня 2023 року Майю Онищук занесено на дошку Пошани кращих архівістів Хмельниччини.

## Волонтерська діяльність
З 2015 року Майя Онищук є військовою волонтеркою. Артистка співпрацює з волонтерською громадською організацією «Творча сотня «Рух до перемоги», дає багато сольних концертів для наших воїнів-захисників, внутрішньо переміщених осіб, за що також нагороджується грамотами та подяками.
Артистка є володаркою «Подільського Оскару» за ряд волонтерських концертів, благодійних акцій на підтримку онкохворих дітей.
У доробку – подяка від начальника Головного управління Національної поліції в Хмельницькій області, полковника поліції В. Віконського «за сприяння роботі поліції, активну волонтерську діяльність, пропаганду правових цінностей» (2019), пам’ятні медалі «Чарівна сила України» Всеукраїнської громадської організації «Спілка ветеранів та працівників силових структур України «Звитяга» (2020), «За вірність традиціям» І ступеня Всеукраїнського об’єднання «Країна» (2021), медаль «За гідність та патріотизм» від цього ж об’єднання (2022), Благословенна грамота від Митрополита Київського і всієї України Епіфанія «за заслуги перед Помісною Українською Православною Церквою та набожним народом» (2023), Почесна відзнака від 106 обр ТрО (2024) та ін.